# Metalimnobia oligotricha
Metalimnobia oligotricha là một loài ruồi trong họ Limoniidae. Chúng phân bố ở vùng nhiệt đới châu Phi.